# Fleetwood Mac
Pour les articles homonymes, voir Fleetwood.
Fleetwood Mac est un groupe de pop-rock britannique originaire de Londres (Angleterre).
Formé par les guitaristes Peter Green et Jeremy Spencer et le batteur Mick Fleetwood en 1967, le groupe engage un premier bassiste, Bob Brunning, avant l'arrivée de John McVie, qui établit la première formation stable du groupe. Fleetwood Mac enregistre alors son premier album éponyme en 1968. Le nom Fleetwood Mac est issu de la combinaison des noms de famille de Mick Fleetwood et John McVie, les deux membres permanents tout au long de la carrière du groupe.
Danny Kirwan se joint comme troisième guitariste en 1969, et la claviériste Christine Perfect, invitée pour trois albums, épouse par la suite John McVie et se joint officiellement au groupe en 1970. À cette période, le groupe se consacre principalement au British blues, publiant le hit Albatross et d'autres singles comme Oh Well et Black Magic Woman. Des problèmes internes mènent au départ des guitaristes Green et Spencer, remplacés par Bob Welch et Bob Weston ; cependant ceux-ci partent aussi en 1974, laissant le groupe dépourvu de guitariste et chanteur jusqu'en 1975, lorsque le guitariste Lindsey Buckingham et la chanteuse Stevie Nicks, tous deux américains, font leur entrée au sein du groupe.
À l'origine formation de blues rock, Fleetwood Mac évolue au fil des départs et arrivées de ses membres et connaît son apogée commerciale à la fin des années 1970 dans un registre pop rock : le groupe est notamment connu pour son album Rumours, sorti en 1977, vendu à ce jour à 40 millions d'exemplaires, ce qui en fait un des albums les plus vendus au monde.

## Biographie

### Première période (1967–1970)

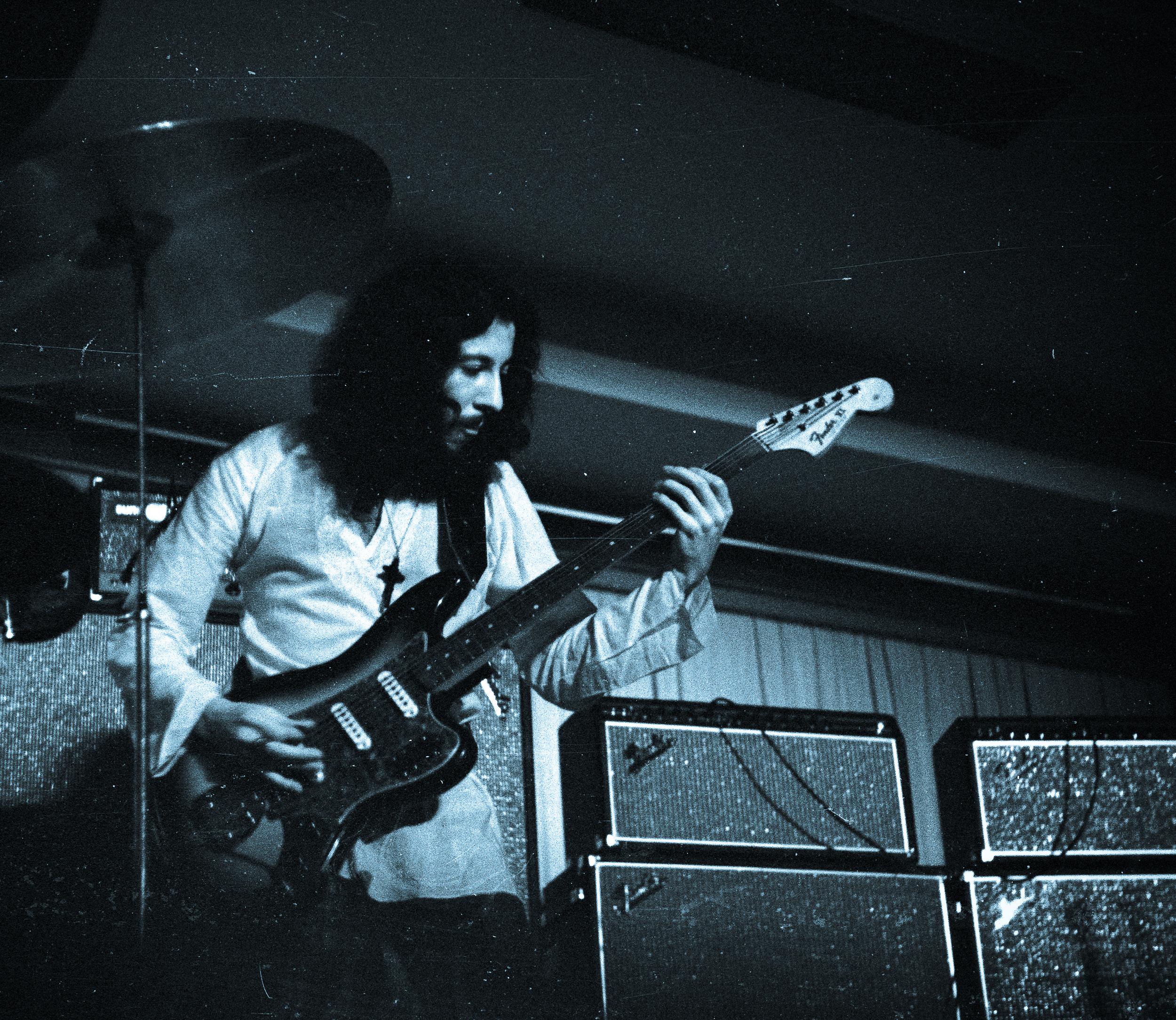
Peter Green en 1970.

Le Fleetwood Mac britannique est un des plus célèbres groupes ayant participé au British blues boom à la fin des années 1960. Il se constituait en 1967 autour de trois anciens membres des Bluesbreakers de John Mayall : le bassiste John McVie, le batteur Mick Fleetwood et le guitariste et chanteur Peter Green. Ces trois hommes sont rejoints par Jeremy Spencer à la guitare slide,. Le groupe s'appelle alors officiellement Peter Green's Fleetwood Mac.

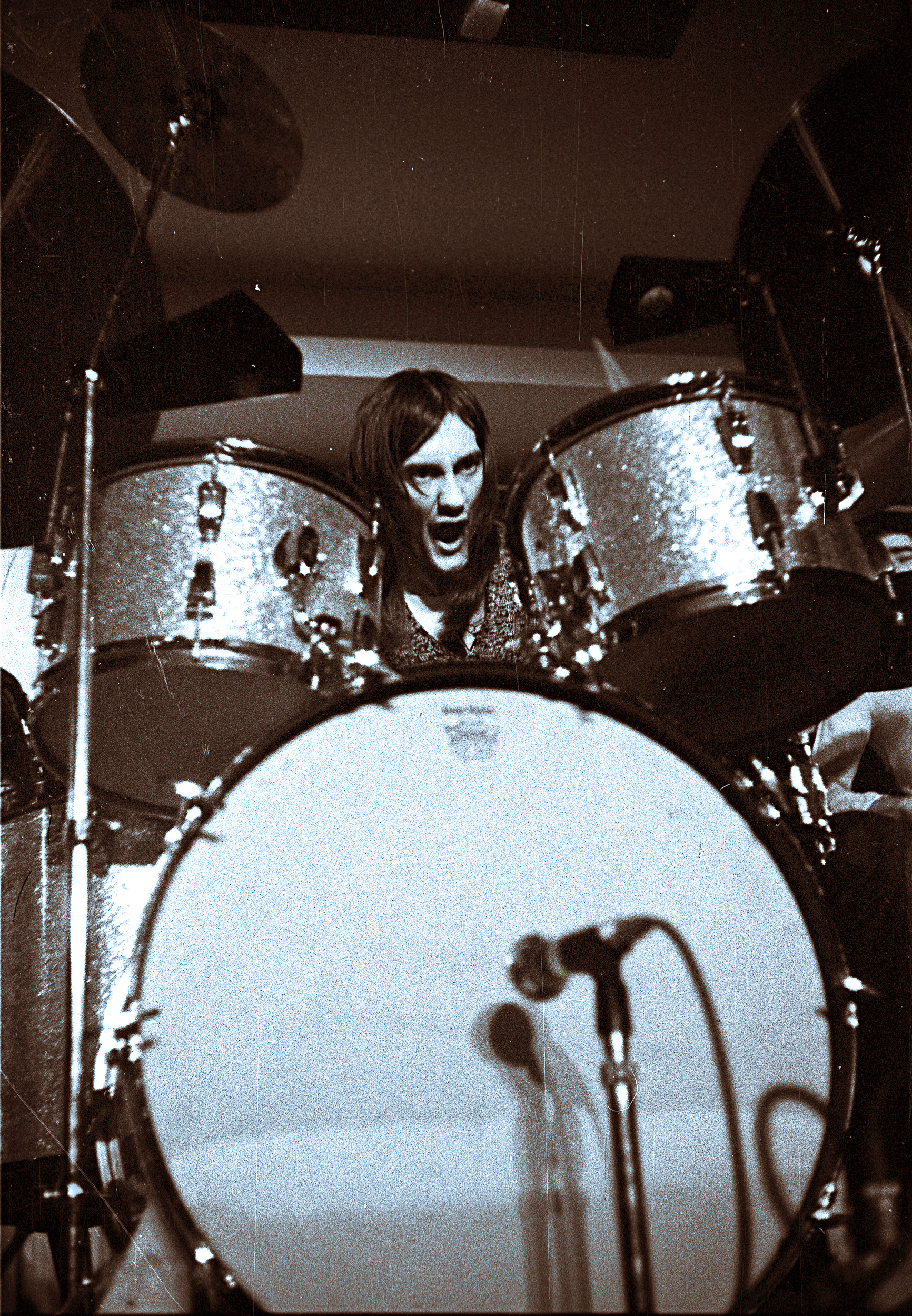
Mick Fleetwood en 1970.

Guitariste virtuose (il a remplacé Eric Clapton au sein des Bluesbreakers) et compositeur, Peter Green est le véritable leader d'un groupe qui joue un blues rock tout en introspection, à contre-courant des autres groupes majeurs du British blues (Cream, Ten Years After, Jeff Beck Group, Yardbirds ou Led Zeppelin), dont la surenchère technique et sonore est en train de donner naissance au hard rock. À côté des reprises de standards du blues, les compositions originales de Green telles que Black Magic Woman (reprise par la suite par le groupe Santana), Albatross ou Man of the World témoignent du style particulier de Fleetwood Mac.

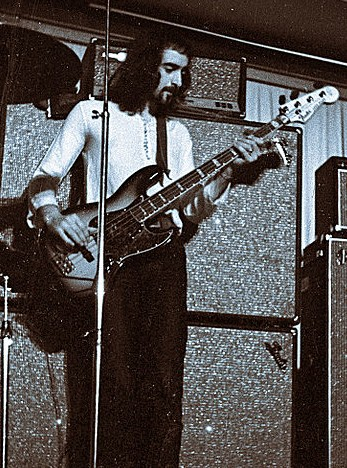
John McVie en 1970.

Le premier album du groupe, Fleetwood Mac, est axé blues et publié en février 1968 au label Blue Horizon. L'album est un succès au Royaume-Uni qui se classe 4e, sans aucun single publié. Le groupe sort peu après deux singles, Black Magic Woman et Need Your Love So Bad. L'ancien bassiste du groupe, Bob Brunning, joue sur une chanson du premier album, Long Grey Mare, avant de joindre les rangs de Savoy Brown avant de finalement opter pour une carrière d'enseignant.

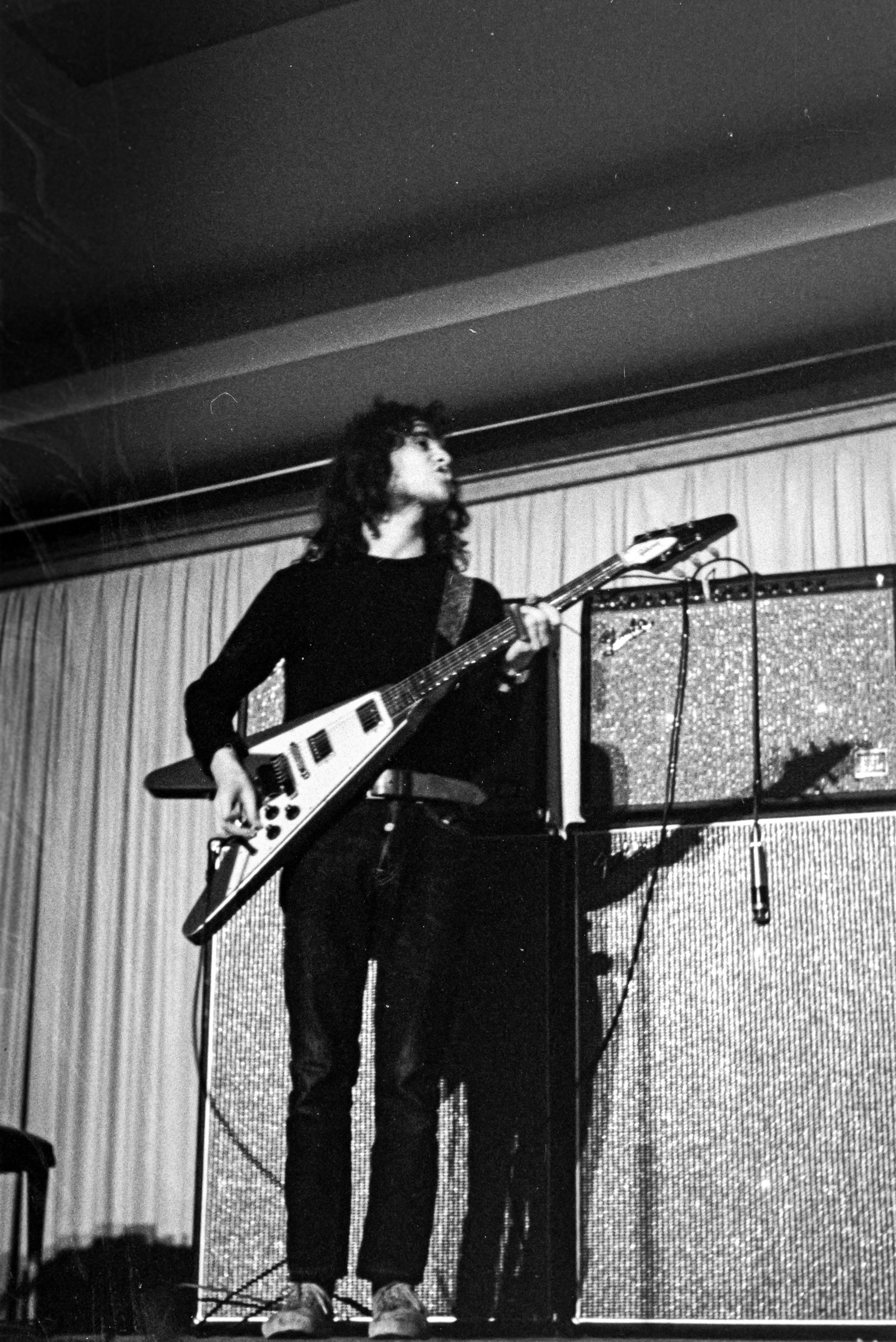
Jeremy Spencer en 1970.

Leur deuxième album, Mr. Wonderful, est publié en août 1968. Comme le premier, il s'agit d'un album intégralement blues. Il est enregistré live en studio avec des amplificateurs.
À partir de 1969, Fleetwood Mac est rejoint par un troisième guitariste en la personne de Danny Kirwan et profite de sa structure inhabituelle à trois guitaristes pour quitter les chemins balisés du blues. La tournée américaine programmée au début de l'année 1970 (immortalisée sur l'album Live in Boston) permet aux spectateurs d'entendre d'extraordinaires improvisations de blues rock, dans lesquelles il est difficile de ne pas percevoir l'influence de certaines drogues hallucinogènes auxquelles les membres du groupe ont été initiés par le Grateful Dead, croisé en chemin.

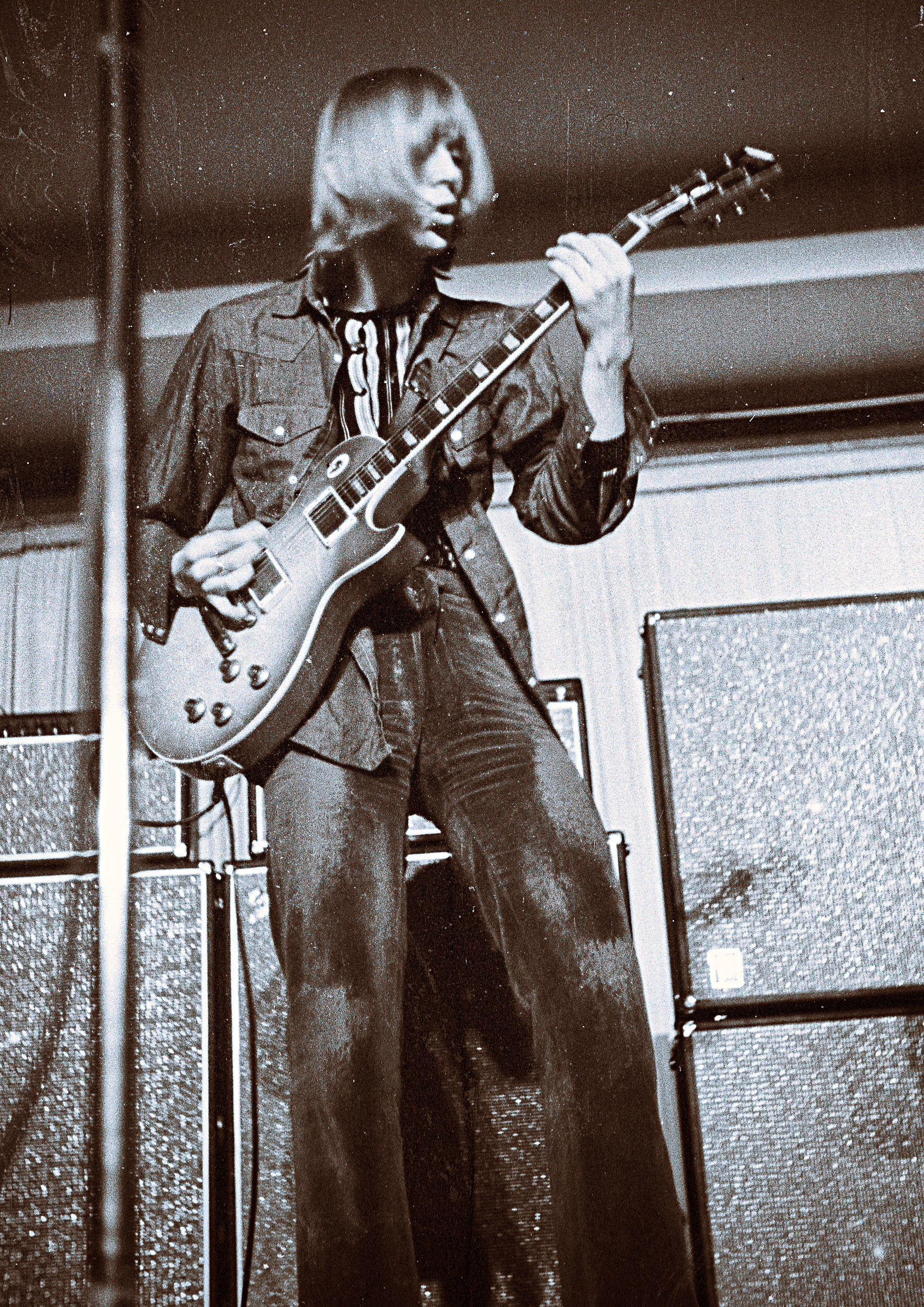
Danny Kirwan en 1970.

En 1970, Peter Green, chanteur du groupe, n'est pas en bonne santé. Il consommera du LSD à Munich, ce qui aurait contribué à l'apparition de symptômes de schizophrénie. Le réalisateur allemand Rainer Langhans mentionne dans son autobiographie que lui et Uschi Obermaier ont rencontré Peter Green à Munich. Ils ne s'intéressaient pas réellement à lui, mais plus en un contrat avec Mick Taylor : Langhans et Obermaier souhaitaient organiser un « Woodstock bavarois ». Ils avaient simplement besoin de Green pour un contrat avec The Rolling Stones par le biais de Mick Taylor. Très fragile psychologiquement, et supportant mal le statut du « guitar-hero » que la presse et le public tentent de lui imposer, Peter Green quitte brutalement le groupe au mois de mai 1970. En proie à des crises de plus en plus aiguës, il finit par se faire interner dans un hôpital psychiatrique.

### Période intermédiaire (1970–1974)
Privé de son leader emblématique, Fleetwood Mac tente malgré tout de survivre et accueille l'arrivée de la claviériste chanteuse Christine McVie, ex-claviériste-chanteuse du groupe de blues Chicken Shack, et épouse du bassiste John McVie. Mais le groupe continue de se désagréger. Après Peter Green, les deux autres guitaristes quittent successivement le groupe dans des circonstances troubles. Jeremy Spencer part rejoindre une secte en 1971, tandis que Danny Kirwan, miné par des problèmes d'alcool, s'en va à son tour en 1972.
En une période de trois albums, le groupe fait face à des changements de formation. En septembre 1972, le groupe recrute le guitariste Bob Weston et le chanteur Dave Walker, ex-Savoy Brown et Idle Race.
Entre 1971 et 1974, Fleetwood Mac compte dans ses rangs le guitariste américain Bob Welch, il publie cinq albums avec lui : Future Games (1971), Bare Trees (1972) dernier album avec Danny Kirwan, Penguin (1973) voit l'arrivée de Bob Weston à la guitare et la participation de Dave Walker au chant et à l'harmonica, Mystery to Me avec la pièce Hypnotized (1973) et finalement Heroes Are Hard to Find (1974), pour lequel le groupe est réduit à 4 musiciens après le départ de Weston.
Mystery to Me comprend la chanson Hypnotized, très diffusée à la radio et l'un des plus gros succès américain du groupe en date. Le groupe se retrouve satisfait de ce succès. Mais les choses ne se passent pas comme prévu. Les problèmes dans le couple McVie causeront beaucoup de stress, ce qui aggravera les relations en studio, et l'alcoolisme de John McVie.

### Succès commercial (1975–1987)

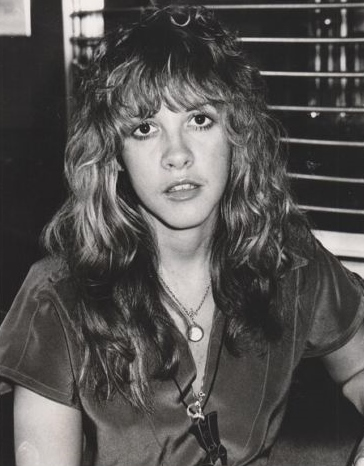
Stevie Nicks en 1977.

Le Fleetwood Mac américain prend naissance en 1975 quand les Californiens Lindsey Buckingham et Stevie Nicks s'y joignent. Cette édition « classique » s'est fixée aux États-Unis et est devenue une des formations les plus populaires de son temps, un véritable poids lourd de l'industrie du disque, grâce à une musique pop-rock très efficace, parfois qualifiée avec un certain mépris de « rock FM ».
C'est Mick Fleetwood qui le premier fait la rencontre du couple formé par Lindsey Buckingham (guitariste et chanteur) et Stevie Nicks (chanteuse). Séduit par le premier album du couple, Buckingham Nicks (1973), notamment par la chanson Frozen Love, Fleetwood invite Buckingham à rejoindre son groupe qui est alors dans de sérieuses difficultés ; il accepte à contrecœur la présence de Nicks, que Buckingham lui impose. Le premier album de cette nouvelle formation, Fleetwood Mac (1975) est un énorme succès, mais sans comparaison avec le raz-de-marée qu'est Rumours en 1977, véritable usine à tubes (Dreams, Go Your Own Way, Don't Stop) qui se vend à plus de 40 millions d'exemplaires (plus de 100 millions au total) et consacre Fleetwood Mac comme l'un des plus grands groupes de sa génération.

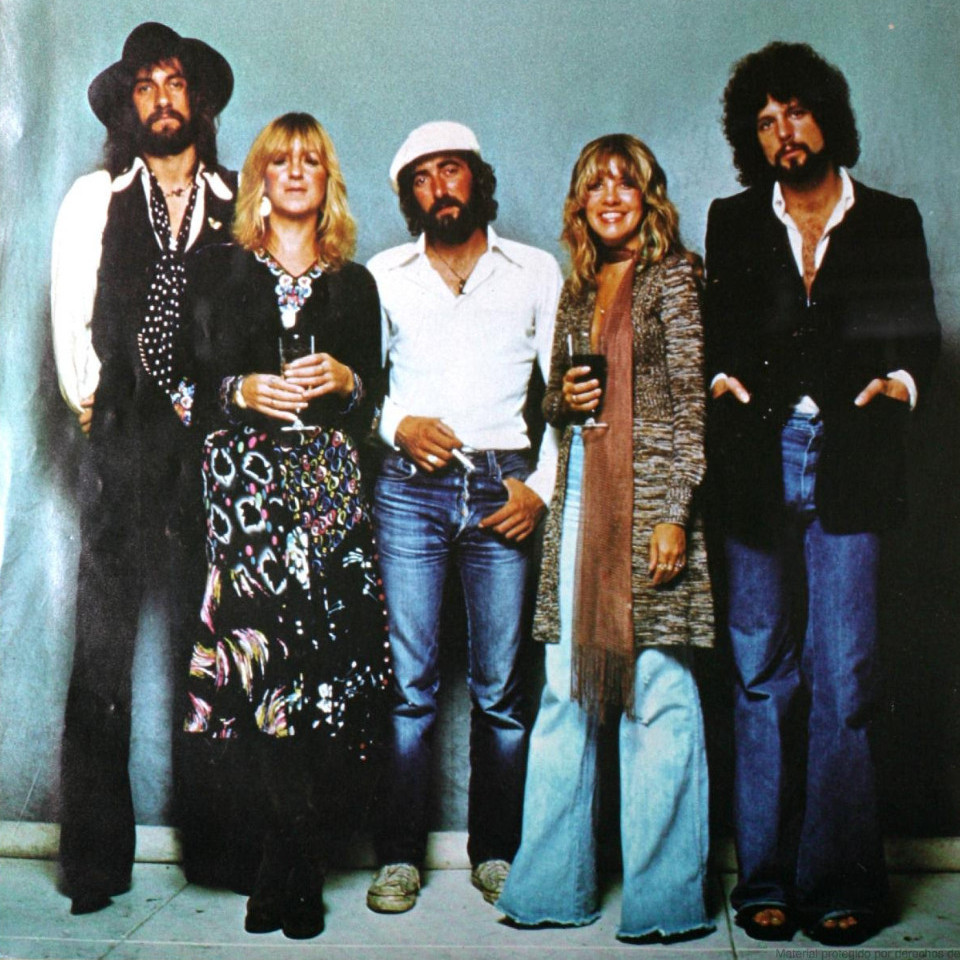
Fleetwood Mac en 1977.

Les membres du groupe reconnaissent que le tumulte de leurs vies personnelles des années 1975 et 1976 explique en bonne partie la dynamique et la créativité qui allait mener, au lieu de l'éclatement de la formation, à la naissance de Rumours. En effet, en l'espace d'environ un an, pendant l'enregistrement de cet album, les cinq membres du groupe se sont séparés : Buckingham et Nicks, Christine et John McVie, mariés depuis huit ans, et le batteur Mick Fleetwood et sa femme (cette dernière ne faisant pas partie du groupe).
Après un troisième album beaucoup moins vendeur, le double Tusk (1979), le groupe sans se dissoudre officiellement, connaît trois ans d'inactivité pendant lesquels Buckingham, Nicks et Fleetwood enregistrent chacun leur premier album solo (Christine McVie fait de même en 1984). Le succès revient en 1982 avec Mirage, suivi cinq ans plus tard de Tango in the Night, dernier album avant le départ de Lindsay Buckingham.

### Départs de Buckingham et Nicks (1987–1995)
Behind The Mask sort en 1990, avec deux guitaristes en remplacement de Buckingham, Rick Vito et Billy Burnette. En 1995, paraît Time, album réalisé en l'absence de Nicks et de Buckingham.
Toutefois, un événement remarquable s'était produit lors de la campagne présidentielle américaine de 1992 quand Bill Clinton a choisi comme thème de sa campagne Don't Stop, l'un des grands succès de Fleetwood Mac, ramenant le groupe sur le devant de la scène médiatique.

### Pause et départ de Christine McVie (1997–2007)

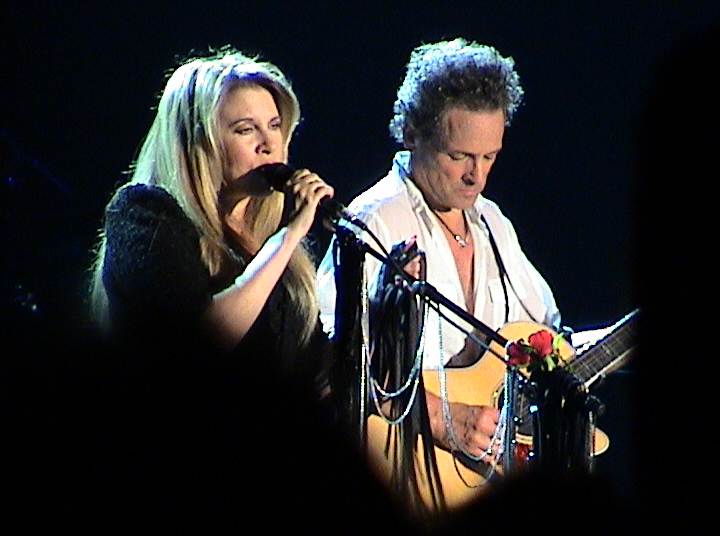
Stevie Nicks et Lindsey Buckingham à la tournée Say You Will en 2003.

Cet événement fait dire aux membres du groupe qu'ils avaient encore le goût de jouer ensemble. Ils feront donc une série de concerts menant à la sortie de l'album The Dance en 1997 et il est décidé qu'un nouvel album de Fleetwood Mac verrait le jour.
Il faut pour cela attendre 2003 avec la parution de Say You Will contenant 18 nouvelles chansons, neuf de Buckingham et neuf de Nicks. En fait, Say You Will est né d'un projet d'album solo de Buckingham que ce dernier caressait depuis quelques années déjà.

### Unleashed TouretExtended Play(2008–2013)

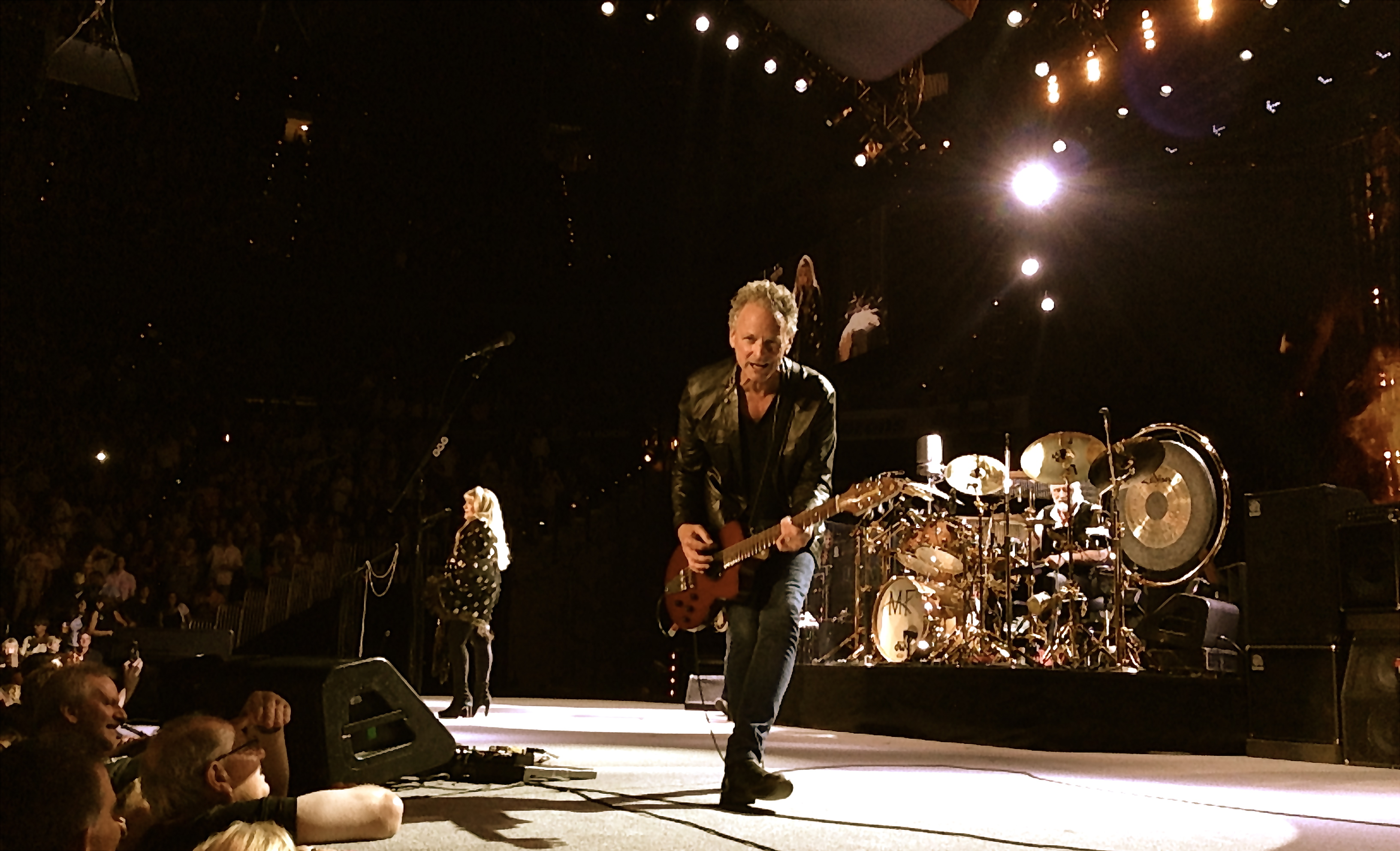
Fleetwood Mac, pendant la tournée 2013 à la Philips Arena d'Atlanta.

Le 14 mars 2008, Associated Press annonce une collaboration entre Sheryl Crow et Fleetwood Mac en 2009. Sheryl Crow et Stevie Nicks ont conclu un contrat ensemble, Nicks ayant été une grande inspiration pour Crow. Dans un entretien avec Buckingham, il explique qu'après discussions entre Crow et le groupe, la potentielle collaboration avec celle-ci a « perdu de son momentum ». Cependant, en juin 2008, Nicks refuse l'idée selon laquelle Crow se joindrait à Fleetwood Mac pour remplacer Christine McVie. Selon Nicks, « le groupe recommencera les enregistrements d'ici octobre. » Le 7 octobre 2008, Mick Fleetwood confirme à l'émission The One Show de la BBC, une tournée pour 2009.
Pendant leur tournée du 20 juin 2009 à La Nouvelle-Orléans, en Louisiane, Stevie Nicks joue une nouvelle chanson qu'elle a écrite sur l'ouragan Katrina. Elle est ensuite incluse sous le titre New Orleans dans le nouvel album de Stevie Nicks, In Your Dreams avec Mick Fleetwood à la batterie. En octobre 2009, le groupe commence à tourner en Europe dès début novembre, suivi par une tournée en Australie et en Nouvelle-Zélande en décembre. Toujours en octobre, The Very Best of Fleetwood Mac est réédité en format double disque version longue. Le 1er novembre 2009, un nouveau documentaire d'une durée d'une heure, Fleetwood Mac: Don't Stop, est diffusé sur la BBC One.
La tournée Unleashed Greatest Hits de Fleetwood Mac commence le 1er mars 2009 à Pittsburgh et a pris fin le 26 mars à Toronto, totalisant 16 dates. Cette tournée était la première que le groupe faisait sans présenter un nouvel album. Le groupe avait alors laissé entendre qu'un nouvel album pourrait naître avant longtemps. Toutefois, la parution en 2011 des nouveaux albums solo de Lindsey Buckingham (Seeds We Sow) et de Stevie Nicks (In Your Dreams) pourrait retarder la réalisation de cette promesse.
Le bassiste Bob Brunning meurt le 18 octobre 2011, à l'âge de 68 ans. L'ancien guitariste et chanteur Bob Weston est retrouvé mort le 3 janvier 2012, à 64 ans. L'ancien chanteur et guitariste Bob Welch est retrouvé mort, suicidé par balles, le 7 juin 2012, à l'âge de 66 ans. Une lettre d'adieu est trouvée dans sa résidence (Tennessean Music Team). Le musicien souffrait de problèmes de santé et de dépression. Son épouse est la première à avoir découvert son corps inanimé.
Leur tournée de 2013, qui comprend 34 dates, est lancée le 4 avril à Columbus. Le groupe joue deux nouvelles chansons (Sad Angel et Without You). Leur premier disque en huit ans, Extended Play, est publié le 30 avril 2013. L'EP débute 48e des charts US, et engendre un single, Sad Angel. Les 25 et 27 septembre 2013, les deuxième et troisième nuits du groupe au London O2, Christine McVie les rejoint sur scène pour jouer Don't Stop. Le 27 octobre, le groupe annonce que John McVie a été diagnostiqué d'un cancer, et qu'il annulerait ses concerts australiens et néo-zélandais jusqu'à la fin de son traitement. Selon The Guardian du 22 novembre 2013, Christine McVie explique qu'elle reviendra au sein de Fleetwood Mac s'il le souhaitaient, et que le pronostic de John McVie était « vraiment bon ».

### Changements de formation (depuis 2014)
Le groupe se réunit en 2014 pour une tournée aux États-Unis et pour quelques dates en 2015 en Grande-Bretagne avec la présence de Christine McVie.
En janvier 2015, Buckingham annonce un nouvel album du groupe et une dernière tournée avant 2015. En août 2016, Fleetwood annonce que le groupe a déjà enregistré « plusieurs chansons ».
En avril 2018, Buckingham quitte le groupe une seconde fois à la suite d'un désaccord sur la prochaine tournée du groupe. Il est remplacé par Mike Campbell de Tom Petty and the Heartbreakers et par Neil Finn de Crowded House. Le même mois, le groupe annonce une tournée mondiale débutant en octobre 2018.

## Membres

### Membres actuels
- Neil Finn - guitare (depuis 2018)
- Mike Campbell - guitare (depuis 2018)
- Devon Graves - chant, tambourine (depuis 2024)
- Jon Button - basse (depuis 2024)
- Charles Giordano - orgue, claviers, accordéon (depuis 2024)
- Audrey Tait - batterie, percussions, chœur (depuis 2024)

### Anciens membres
- Peter Green - guitare, harmonica, chant (1967-1970, 1971) † mort le 25 juillet 2020
- Jeremy Spencer - guitare, piano, chant (1967-1971)
- Bob Brunning - basse (1967) † mort le 18 octobre 2011
- Danny Kirwan - guitare, chant (1968-1972) † mort le 8 juin 2018
- Bob Welch - guitare, chant, vibraphone (1971-1974) † mort le 7 juin 2012
- Stevie Nicks - chant, tambourine (1975-1991, 1993, 1997-2022)
- John McVie - basse (1967-2022)
- Mick Fleetwood - batterie, percussions (1967-2022)
- Christine McVie - claviers, chant, accordéon (1970-1998, 2014-2022) † morte le 30 novembre 2022
- Bob Weston - guitare, chant (1972-1974) † mort le 3 janvier 2012
- Dave Walker - chant (1972-1973)
- Lindsey Buckingham - guitare, chant (1975-1987, 1993-2018)
- Billy Burnette - guitare, chant (1987-1995)
- Rick Vito - guitare, chant (1987-1991)
- Bekka Bramlett - chant (1993-1995)
- Dave Mason - guitare, chant (1993-1995)

## Discographie

### Albums studio
- 1968 : Fleetwood Mac
- 1968 : Mr. Wonderful
- 1969 : Then Play On
- 1970 : Kiln House
- 1971 : Future Games
- 1972 : Bare Trees
- 1973 : Penguin
- 1973 : Mystery to Me
- 1974 : Heroes Are Hard to Find
- 1975 : Fleetwood Mac
- 1977 : Rumours
- 1979 : Tusk
- 1982 : Mirage
- 1987 : Tango in the Night
- 1990 : Behind the Mask
- 1995 : Time
- 2003 : Say You Will

### Albums live
- 1980 : Live
- 1985 : Live in Boston
- 1992 : Live at the Marquee 1967
- 1995 : Live at the BBC
- 1997 : The Dance
- 1998 : London Live 1968
- 1999 : Shrine '69
- 2004 : Fleetwood Mac Live In Boston
- 2023 : Rumours Live[34]
- 2024 : Mirage Tour ’82

### Compilations
- 1969 : English Rose
- 1969 : The Pious Bird of Good Omen
- 1971 : Black Magic Woman
- 1971 : The Original Fleetwood Mac
- 1971 : Greatest Hits
- 1975 : Vintage Years
- 1978 : Man of the world
- 1987 : The Collection
- 1988 : Greatest Hits
- 1990 : The Hits of Fleetwood Mac
- 1991 : Original Fleetwood Mac: The Blues Years
- 1992 : 25 Years - The Chain (coffret 4 CD)
- 1996 : The Best of Fleetwood Mac
- 1997 : Madison Blues
- 1998 : The Vaudeville Years
- 1999 : The complete Blue Horizon Sessions (1967-1969)
- 2001 : Show-Biz Blues
- 2002 : The Best of Peter Green's Fleetwood Mac
- 2002 : The Very Best of Fleetwood Mac
- 2002 : Jumping at Shadows: The Blues Years
- 2003 : Green Shadows
- 2007 : The Essential Fleetwood Mac
- 2013 : Opus Collection
- 2019 : 50 Years Don't Stop

### Album blues-session
- 1969 : Fleetwood Mac In Chicago Vol 1 (enregistré à Chicago avec des musiciens blues américains tels que Otis Spann au chant et au piano, les guitaristes David « Honeyboy » Edwards et Buddy Guy, Walter « Shakey »Horton à l'harmonica, J. T. Brown au saxophone ténor, le contrebassiste Willie Dixon et le batteur S.P. Leary)
- 1970 : Fleetwood Mac In Chicago Vol 2 (suite du premier avec les mêmes musiciens)

Ces deux volumes sont aussi parus sous le titre Blues Jam at Chess réunis en un seul volume en 1969, ainsi que sous le titre In Chicago en 1975 aussi réunis en un seul volume. Voir références en bas de page.

### EP
- 2013 : Extended Play Contient les titres Sad Angel, Without You, It Takes Time et Miss Fantasy